# Revue du premier article
 (janvier 2024).
La mise en forme du texte ne suit pas les recommandations de Wikipédia : il faut le « wikifier ».
Les points d'amélioration suivants sont les cas les plus fréquents. Le détail des points à revoir est peut-être précisé sur la page de discussion.
- Les titres sont pré-formatés par le logiciel. Ils ne sont ni en capitales, ni en gras.
- Le texte ne doit pas être écrit en capitales (les noms de famille non plus), ni en gras, ni en italique, ni en « petit »…
- Le gras n'est utilisé que pour surligner le titre de l'article dans l'introduction, une seule fois.
- L'italique est rarement utilisé : mots en langue étrangère, titres d'œuvres, noms de bateaux, etc.
- Les citations ne sont pas en italique mais en corps de texte normal. Elles sont entourées par des guillemets français : « et ».
- Les listes à puces sont à éviter, des paragraphes rédigés étant largement préférés. Les tableaux sont à réserver à la présentation de données structurées (résultats, etc.).
- Les appels de note de bas de page (petits chiffres en exposant, introduits par l'outil «  Source ») sont à placer entre la fin de phrase et le point final[comme ça].
- Les liens internes (vers d'autres articles de Wikipédia) sont à choisir avec parcimonie. Créez des liens vers des articles approfondissant le sujet. Les termes génériques sans rapport avec le sujet sont à éviter, ainsi que les répétitions de liens vers un même terme.
- Les liens externes sont à placer uniquement dans une section « Liens externes », à la fin de l'article. Ces liens sont à choisir avec parcimonie suivant les règles définies. Si un lien sert de source à l'article, son insertion dans le texte est à faire par les notes de bas de page.
- La présentation des références doit suivre les conventions bibliographiques. Il est recommandé d'utiliser les modèles {{Ouvrage}}, {{Chapitre}}, {{Article}}, {{Lien web}} et/ou {{Bibliographie}}. Le mode d'édition visuel peut mettre en forme automatiquement les références.
- Insérer une infobox (cadre d'informations à droite) n'est pas obligatoire pour parachever la mise en page.

Pour une aide détaillée, merci de consulter Aide:Wikification.
Si vous pensez que ces points ont été résolus, vous pouvez retirer ce bandeau et améliorer la mise en forme d'un autre article.
 (novembre 2021).
 (novembre 2021).
Si vous disposez d'ouvrages ou d'articles de référence ou si vous connaissez des sites web de qualité traitant du thème abordé ici, merci de compléter l'article en donnant les références utiles à sa vérifiabilité et en les liant à la section « Notes et références ».
 (novembre 2021).
Une revue du premier article (F.A.I. en anglais) est un dossier de preuves permettant de s'assurer que le produit répond aux spécifications demandées. En règle générale, le fournisseur effectue le FAI et le client examine et/ou approuve le rapport fourni. La méthode consiste de manière générale à effectuer cette revue sur le premier produit réalisé. Le rapport d'évaluation consiste à s'assurer que toutes les propriétés et caractéristiques sont conformes à ses spécifications, par exemple un plan, des requis spécifiques (couleur),etc....
Malgré son nom, l'article inspecté n'est pas nécessairement le « premier » produit, mais un article ou un échantillon aléatoire du premier lot. La revue du premier article est généralement prévue dans un contrat de commande entre le fournisseur et le client d'un article manufacturé.
En fonction de la capacité d'inspection, du type de produit et des caractéristiques de spécification à contrôler, cette inspection du premier article peut être effectuée par un fournisseur tiers agréé qui est un laboratoire de métrologie dimensionnelle utilisant une variété d'outils calibrés tels que des machines de mesure des coordonnées (CMM), systèmes cmm/vision et systèmes de mesure 3 axes programmables.
Les inspections du premier article sont courants pour les sous-traitants militaires. Cette méthodologie est également requis pour la vérification dans de nombreuses industries non militaires, en particulier l'aérospatiale, l'automobile et la fabrication médicale.
Les fabricants qui livrent des produits à des organismes gouvernementaux ou dans des secteurs réglementés tels que les dispositifs médicaux doivent généralement répondre à des exigences plus strictes que les exigences internationales. S'il existe des exigences de tests spécifiques en dehors de la capacité des fournisseurs, le test peut être sous-traité à un laboratoire de test accrédité par un tiers et/ou le client final. Dispositif médical 21 CFR 820. Ceci est normalement appelé test du premier article et est une activité distincte de FAI.
Certaines normes générales qui s'appliquent à l'inspection du premier article sont produites par l'ISO (Organisation internationale de normalisation), la SAE AS (Society of Automotive Engineers Aerospace Standards), l'IEC (International Electrotechnical Commission), l' IAF (International Accreditation Forum) l' ILAC (International Laboratory Accreditation Cooperation) ou encore l'IAQG (International Aerospace Quality Group) mais des réglementations plus strictes peuvent s'appliquer aux États-Unis dans les industries réglementées.
La revue du premier article peut répondre aux exigences de validation de processus d'un système de gestion de la qualité tel que ISO9001, EN9100 et AS9100. Par exemple, dans l'industrie aérospatiale, l'exigence d'inspection du premier article aérospatial SAE AS9102 est utilisée. Cette norme prend également en charge la série aérospatiale - Exigences pour la qualité avancée des produits, la planification et le processus d'approbation des pièces de production.

## Objectifs
- Vérifier que le processus de production mis en place par le fabricant répond exactement aux données de définitions.
- Vérifier que toutes les modifications apportées pendant la conception des pièces ont été appliquées (suite par exemple à l'élaboration d'un prototype)
- Vérifier que le processus de production permettra, lors des prochaines productions, de respecter chacun des paramètres, (et non seulement des côtes clés).
- Vérifier que le parc outillage utilisé pour produire une pièce permet de produire des pièces selon les spécifications.
- Vérifier la capacité du fabricant à répondre aux besoins du client, du bureau de conception et de l'intégrateur final.

## Inspections améliorées du premier article
Avec l'utilisation d'ordinateurs dans l'environnement de fabrication, les inspections du premier article ne sont plus rédigées avec une mise en page traditionnelle à trois formulaires papier, mais sont plutôt enregistrées numériquement et stockées sur des serveurs pour un accès et un archivage facile. Le formalisme reste le même (au moins trois feuillets) mais il est désormais numérique.

## Par secteur d'activité

### Aviation et aérospatiale
AS9102 est la norme aérospatiale nord-américaine pour les exigences d'inspection du premier article (comme SJAC9102 pour les normes aérospatiales japonaises et EN9102 pour les normes aérospatiales européennes). L'inspection du premier article peut être documentée sur les formulaires 1 (Identification du produit), 2 (Identification des composants & des procédés) et 3 (Identification des caractéristiques).[réf. nécessaire]
Le formulaire 3 peut souvent faire référence à des modèles de données 3D ou à des fiches techniques 2D (également appelées dessins bullés), où les caractéristiques sont identifiées de manière unique.[réf. nécessaire]
Certaines solutions logicielles insèrent une grille sur les dessins 2D, de sorte que les caractéristiques mesurées puissent être identifiées de manière unique par un numéro (par exemple : en A2, C10).[réf. nécessaire]
Dans un modèle de données 3D, le point de chaque caractéristique mesurée est identifié de manière unique par trois nombres : le vecteur de coordonnées, qui donne sa triangulation dans un espace 3D.[réf. nécessaire]
L'inspection du premier article fait partie de l'AS9145, Exigences pour la planification avancée de la qualité des produits et le processus d'approbation des pièces de production (APQP/PPAP), Phase 4 et est un document requis pour l'approbation APQP/PPAP. Voir APQP et Processus d'approbation des pièces de production
De nombreuses grandes entreprises aérospatiales, dont  AIRBUS, Bombardier Aéronautique et Spirit AeroSystems, sont récemment passées à des inspections améliorées des premiers articles afin de garder une trace des nombreux premiers articles reçus par différentes entreprises au sein de la chaîne d'approvisionnement de l'entreprise. Les fournisseurs de ces entreprises, y compris les ateliers d'usinage, se tournent également vers des inspections améliorées du premier article pour améliorer la productivité et le débit de fabrication en éliminant le processus manuel de création de FAI,. Il est recommandé aux clients qui effectuent de telles inspections de l'identifier dans le contrat et d'utiliser des formulaires spécifiques pour documenter les résultats.